# Château de La Crescenza
Le château de La Crescenza, ou de Torcrescenza est un édifice situé à Rome dans la zone de Grottarossa, dans l'Agro Romano, en Italie

## Histoire
Au XIe siècle, sur la Via Flaminia, la Crescenza était une tour gardant la campagne romaine, dont la fonction était vraisemblablement d’envoyer des nouvelles à d’autres tours à proximité. 
Aux alentours des XIIe et XIIIe siècles, d'autres bâtiments de hauteur différente sont érigés à côté de la tour de tuffeau, qui commence à développer une structure complexe au plan irrégulier dont l'aspect définitif devra attendre le XVIe siècle, lorsqu'elle prendra les connotations typiques du château Renaissance maintenu jusqu'à aujourd'hui. 
Deux importantes tours crénelées de plan carré encastrent la façade principale, reliées à l’extérieur par un pont en maçonnerie. Celui-ci a remplacé l'ancien pont-levis médiéval, qui permettait la traversée du fossé, maintenant comblé, ainsi que l’accès à l’intérieur de la robuste fortification par l’entrée centrale arrondie . 
Les caractéristiques typiques de l'architecture militaire ne correspondent pas aux fonctions auxquelles était destiné l'édifice. Dans sa « Carte de la campagne romaine » de 1547, Eufrosino de Volpaia le définissait comme le « domaine avec la Torre dei Crescenzi, utilisé comme une villa de campagne complémentaire à celle de la ville ,  .

## Usage actuel
Le château sert aujourd'hui d'hôtel de luxe, et de lieu pour organiser des manifestations, réceptions, meetings, galas et des évènements privés.